# Cot Eumpeenasi
Cot Eumpeenasi är en kulle i Indonesien.   Den ligger i provinsen Aceh, i den västra delen av landet, 1 800 km nordväst om huvudstaden Jakarta. Toppen på Cot Eumpeenasi är 346 meter över havet.
Terrängen runt Cot Eumpeenasi är huvudsakligen kuperad, men åt sydost är den bergig.Runt Cot Eumpeenasi är det ganska glesbefolkat, med 34 invånare per kvadratkilometer. I omgivningarna runt Cot Eumpeenasi växer i huvudsak städsegrön lövskog.